# Antoni Genescà i Corominas
Antoni Genescà i Corominas (Ripoll, Ripollès, 1849 - Sabadell, Vallès Occidental, 1927) fou el primer enginyer naval de Catalunya, encarregat general dels treballs de marina de La Maquinista Terrestre i Marítima. De tots els seus treballs destaquen els muntatges del dic flotant i de ponent i les grues pòrtic dels molls de Barceloneta i Muralla. Medalla d'or del Treball. Era fill de Llorenç Genescà i Rovira, primer conductor català de tren de la línia Barcelona-Mataró, el 1848, instruït pels conductors anglesos.